# Севастьяновское сельское поселение
Севастья́новское се́льское поселе́ние — муниципальное образование в составе Приозерского района Ленинградской области Российской Федерации.
Административный центр — посёлок Севастьяново.

## Географические данные
- Общая площадь: 37,5 тыс. га
- Расположение: северная часть Приозерского района

По территории поселения проходят автомобильные дороги:
- А121 «Сортавала» (Санкт-Петербург — Сортавала — автомобильная дорога Р-21 «Кола»)
- 41К-153 (Сапёрное — Кузнечное)
- 41К-754 (подъезд к пос. Шушино)
- 41К-761 (Севастьяново — Яровое)
- 41К-762 (подъезд к пос. Проточное)

Автомобильные дороги общего пользования местного значения:
| № п/п                | Адрес (местоположение) автомобильной дороги | Протяженность (м) | Идентификационный номер | Категория дорог |
| Посёлок Севастьяново |                                             |                   |                         |                 |
| 1                    | ул.Новая                                    | 485               | 41-239-090 ОП МП 001    |                 |
| 2                    | ул.Степаняна                                | 1626              | 41-239-090 ОП МП 002    |                 |
| 3                    | ул.Заречная                                 | 1205              | 41-239-090 ОП МП 003    |                 |
| 4                    | ул.Озерная                                  | 845               | 41-239-090 ОП МП 004    |                 |
| 5                    | ул.Шоссейная                                | 130               | 41-239-090 ОП МП 005    |                 |
| 6                    | ул.Молодежная                               | 1295              | 41-239-090 ОП МП 006    |                 |
| 7                    | ул.Дальняя                                  | 1170              | 41-239-090 ОП МП 007    |                 |
| 8                    | ул.Клубная                                  | 1100              | 41-239-090 ОП МП 008    |                 |
| Посёлок Шушино       |                                             |                   |                         |                 |
| 9                    | ул.Луговая                                  | 1310              | 41-239-092 ОП МП 001    |                 |
| 10                   | ул.Береговая                                | 1835              | 41-239-092 ОП МП 002    |                 |
| 11                   | ул.Лесная                                   | 1355              | 41-239-092 ОП МП 003    |                 |
| 12                   | ул.Тихая                                    | 705               | 41-239-092 ОП МП 004    |                 |
| 13                   | ул.Центральная                              | 713               | 41-239-092 ОП МП 005    |                 |
| Посёлок Заветное     |                                             |                   |                         |                 |
| 14                   | ул.Хвойная                                  | 606               | 41-239-088 ОП МП 001    | V               |
| 15                   | ул.Центральная                              | 3233              | 41-239-088 ОП МП 002    |                 |
| 16                   | ул.Грибная                                  | 775               | 41-239-088 ОП МП 004    |                 |
| Посёлок Проточное    |                                             |                   |                         |                 |
| 17                   | ул.Полевая                                  | 2946              | 41-239-089 ОП МП 001    |                 |
| 18                   | ул.Хвойная                                  | 2225              | 41-239-089 ОП МП 002    |                 |
| 19                   | ул.Речная                                   | 934               | 41-239-089 ОП МП 003    |                 |
| Посёлок Яровое       |                                             |                   |                         |                 |
| 20                   | ул.Яркая                                    | 2950              | 41-239-093 ОП МП 001    |                 |
| 21                   | ул.Цветочная                                | 250               | 41-239-093 ОП МП 002    |                 |
| Посёлок Богатыри     |                                             |                   |                         |                 |
| 22                   | ул.Школьная                                 | 1300              | 41-239-086 ОП МП 001    |                 |
| 23                   | ул.Озёрная                                  | 1586              | 41-239-086 ОП МП 002    |                 |
| 24                   | ул.Кооперации                               | 2538              | 41-239-086 ОП МП 003    |                 |
| 25                   | ул.Береговая                                | 610               | 41-239-086 ОП МП 004    |                 |
| Посёлок Берёзово     |                                             |                   |                         |                 |
| 26                   | ул.Некрасова                                | 1068              | 41-239-085 ОП МП 001    |                 |
| 27                   | ул.Озёрная                                  | 509               | 41-239-085 ОП МП 002    |                 |
| 28                   | ул.Ладожская                                | 1014              | 41-239-085 ОП МП 003    |                 |
| 29                   | ул.Сосновая                                 | 381               | 41-239-085 ОП МП 004    |                 |
| 30                   | ул.Берёзовая                                | 442               | 41-239-085 ОП МП 005    |                 |
| 31                   | ул.Лесная                                   | 647               | 41-239-085 ОП МП 006    |                 |
| Посёлок Гранитное    |                                             |                   |                         |                 |
| 32                   | ул.Рыбацкая                                 | 2905              | 41-239-087 ОП МП 001    |                 |
| 33                   | ул.Прибрежная                               | 587               | 41-239-087 ОП МП 002    |                 |
| 34                   | ул.Молодёжная                               | 346               | 41-239-087 ОП МП 003    |                 |
| Посёлок Степанянское |                                             |                   |                         |                 |
| 35                   | ул.Узловая                                  | 1543              | 41-239-091 ОП МП 001    |                 |

- Общая протяжённость автомобильных дорог общего пользования местного значения — 43 169 м.
- Расстояние от административного центра поселения до районного центра — 30 км[4].

## История
24 ноября 1944 года Сепянъярвский сельсовет вместе с другими сельсоветами Кексгольмского района был передан из Карело-Финской ССР в Ленинградскую область.
1 октября 1948 года сельсовет был переименован в Севастьяновский.
16 июня 1954 года к Севастьяновский и Степанянский сельсоветы были объединены в Богатыревский сельсовет.
В начале 1970-х годов центр Богатыревского сельсовета был перенесён в посёлок Севастьяново.
18 января 1994 года постановлением главы администрации Ленинградской области № 10 «Об изменениях административно-территориального устройства районов Ленинградской области» Богатыревский сельсовет, также как и все другие сельсоветы области, преобразован в Богатыревскую волость.
1 января 2006 года в соответствии с областным законом № 50-оз от 1 сентября 2004 года «Об установлении границ и наделении соответствующим статусом муниципального образования Приозерский муниципальный район и муниципальных образований в его составе» было образовано Севастьяновское сельское поселение, в состав которого вошла территория бывшей Богатыревской волости.

## Население
| 2006 | 2010 | 2011 | 2012 | 2013 | 2014 | 2015 |
| ---- | ---- | ---- | ---- | ---- | ---- | ---- |
| 837  | ↘800 | ↗803 | ↗820 | ↘807 | ↘789 | ↘777 |
| 2016 | 2017 | 2018 | 2019 | 2020 | 2021 | 2023 |
| ↗779 | ↘744 | ↘740 | ↘739 | ↘728 | ↗749 | ↘724 |
| 2024 | 2025 |      |      |      |      |      |
| ↘721 | ↘716 |      |      |      |      |      |

## Населённые пункты
На территории поселения находятся 9 населённых пунктов:
| № | Населённый пункт | Тип населённого пункта          | Население   |
| - | ---------------- | ------------------------------- | ----------- |
| 1 | Берёзово         | посёлок                         | ↘13 (2017)  |
| 2 | Богатыри         | посёлок                         | 58          |
| 3 | Гранитное        | посёлок                         | ↘1 (2017)   |
| 4 | Заветное         | посёлок                         | ↘0 (2017)   |
| 5 | Проточное        | посёлок                         | ↘11 (2017)  |
| 6 | Севастьяново     | посёлок, административный центр | ↘633 (2017) |
| 7 | Степанянское     | посёлок                         | ↘0 (2017)   |
| 8 | Шушино           | посёлок                         | ↘21 (2017)  |
| 9 | Яровое           | посёлок                         | ↘5 (2017)   |

## Местное самоуправление
Глава муниципального образования — Шевцова Вера Ивановна. 
Глава администрации — Герасимчук Ольга Николаевна. 

## Археология
В 80-е годы XIX века в деревне Коверила (ныне Богатыри) был найден каролингский меч с изображением усатого человека на навершии меча. 